# Talkha
Talkha (arabiska: طلخا) är en stad i guvernementet ad-Daqahliyya i nordöstra Egypten, belägen vid Nilens östliga gren i Nildeltat, ungefär 120 kilometer från Kairo. Folkmängden uppgår till cirka 100 000 invånare. Den större staden Mansura är belägen på andra sidan Nilen.